# Капатово
Капа́тово (болг. Капатово) — село в Благоєвградській області Болгарії. Входить до складу общини Петрич.

## Населення
За даними перепису населення 2011 року у селі проживали 215 осіб.
Національний склад населення села:
| Національність   | Кількість осіб | Відсоток |
| ---------------- | -------------- | -------- |
| болгари          | 197            | 97,0%    |
| турки            | 0              | 0%       |
| цигани           | 0              | 0%       |
| інша             | 6              | 3,0%     |
| не визначились   | 0              | 0%       |
| Всього відповіли | 203            |          |

Розподіл населення за віком у 2011 році:
Динаміка населення: